# Hoa Kỳ – Tôm Việt Nam
Hoa Kỳ – Tôm Việt Nam (tiếng Anh: United States — Anti-dumping Measures on Certain Shrimp from Viet Nam, viết tắt: US – Shrimp (Viet Nam), DS404) là vụ giải quyết tranh chấp đầu tiên của Việt Nam tại Tổ chức Thương mại Thế giới giai đoạn 2010–11 về các biện pháp chống bán phá giá đối với sản phẩm tôm nước ấm đông lạnh xuất khẩu sang Hoa Kỳ. Các doanh nghiệp thủy sản Việt Nam xuất khẩu mặt hàng tôm sang Hoa Kỳ sau khi hai nước bình thường hóa quan hệ năm 1995, sau đó phải đối mặt với các biện pháp hành chính về điều tra chống bán phá giá cùng với thuế suất áp dụng đi kèm. Bộ Thương mại Hoa Kỳ lựa chọn các doanh nghiệp lớn nhất để điều tra và rà soát hành chính bằng phương pháp Zeroing, sau đó áp dụng những loại thuế suất khác nhau cho các doanh nghiệp còn lại, khiến các doanh nghiệp không được điều tra chịu thuế suất lớn trong nhiều năm liên tiếp.
Việt Nam được các tổ chức phi chính phủ lĩnh vực doanh nghiệp và thương mại đề xuất khiếu kiện Hoa Kỳ lên WTO, khởi xướng vụ giải quyết tranh chấp và giành chiến thắng pháp lý về việc chứng minh Zeroing vi phạm điều ước quốc tế. Việc thực thi phán quyết sau đó bị trì hoãn, góp phần làm phát sinh tranh chấp Hoa Kỳ – Tôm Việt Nam II kết thúc năm 2016.

## Bối cảnh
Những năm 2000, các doanh nghiệp khu vực Đồng bằng sông Cửu Long xuất khẩu thủy sản sang Mỹ, trong đó có tôm thuộc loại vùng nước ấm, được xử lý đông lạnh. Tháng 1 năm 2004, Bộ Thương mại Hoa Kỳ bắt đầu tiến hành điều tra chống bán phá giá sản phẩm này, thực hiện đối với ba doanh nghiệp có sản lượng xuất khẩu lớn nhất là Tập đoàn Thủy sản Minh Phú, Thủy sản Minh Hải và Tập đoàn Camimex theo dạng bị đơn bắt buộc. Một số doanh nghiệp tự nguyện (hoặc "bị đơn tự nguyện" – voluntary respondents) chấp nhận điều tra nhưng không được điều tra. Tháng 2 năm 2005, DOC chính thức áp thuế chống bán phá giá với các thuế suất khác nhau gồm mức thuế từ 4,3% đến 5,24% đối với từng bị đơn bắt buộc; mức 4,57%, tức bình quân gia quyền đối với các bị đơn tự nguyện không được lựa chọn điều tra; và mức thuế suất toàn quốc 25,76% cho tất cả các doanh nghiệp còn lại dựa trên Smoot–Hawley Tariff Act 1930. Theo pháp luật về chống bán phá giá của Hoa Kỳ, sau tròn mỗi năm kể từ ngày lệnh áp thuế chống bán phá giá của DOC được ban hành, DOC sẽ tiến hành rà soát hành chính (Proof of Review – POR) để xét lại mức thuế chính thức mà cơ quan đã áp đối với khoảng thời gian một năm liền trước đó. Theo đó, tính tới thời điểm tháng 2 năm 2010, Bộ Thương mại đã tiến hành ba cuộc rà soát hành chính.

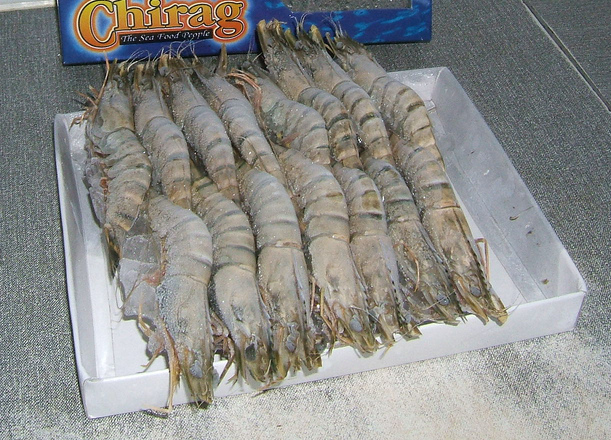
Sản phẩm tôm nước ấm đông lạnh trong vụ tranh chấp.

Trong đợt POR tháng 4 năm 2007, có khoảng 30 doanh nghiệp xuất khẩu tôm của Việt Nam đã đăng ký tham gia rà soát, tuy nhiên, DOC chỉ chọn Minh Phú và Camimex dựa trên tiêu chí là doanh nghiệp có lượng xuất khẩu lớn nhất. Sau đó, ngày 2 tháng 9 năm 2008, DOC công bố kết quả, theo đó, mức thuế suất của Minh Phú, Camimex đạt mức thuế suất không đáng kể (0–0,01%), và DOC tiếp tục giữ nguyên các mức thuế đối với doanh nghiệp khác của Việt Nam. Tới tháng 4 năm 2008, đợt POR thứ ba diễn ra, Minh Phú, Camimex và Thủy sản Phương Nam được chọn trong số 28 doanh nghiệp đăng ký tham gia. Kết quả của đợt này ban hành ngày 15 tháng 9 năm 2009, theo đó ba doanh nghiệp bị đơn bắt buộc đều nhận được mức thuế suất tối thiểu (Minh Phú: 0,43%; Camimex: 0,08%; Phương Nam: 0,21%), và tiếp tục áp thuế chống bán phá giá như cũ cho các doanh nghiệp còn lại.
Với Việt Nam, trước nguy cơ Bộ Thương mại Hoa Kỳ tiếp tục dùng các phương pháp tính toán như đã dùng trong các đợt POR trước đó dẫn tới kết quả bất lợi trong đợt POR tiếp theo, Hiệp hội Chế biến và Xuất khẩu Thủy sản Việt Nam và Phòng Thương mại và Công nghiệp Việt Nam đã kiến nghị đề xuất kiện Hoa Kỳ ra WTO lên Chính phủ Việt Nam. Tháng 2 năm 2010, Chính phủ đã chấp thuận đề xuất này và bắt đầu vụ kiện bằng tham vấn gửi Chính phủ Hoa Kỳ.

## Tham vấn

### Việt Nam và bên thứ ba
Ngày 1 tháng 2 năm 2010, Việt Nam đã gửi yêu cầu tham vấn tới Hoa Kỳ liên quan tới các biện pháp chống bán phá giá mà Hoa Kỳ đã áp dụng đối với sản phẩm tôm nước ấm đông lạnh của Việt Nam, khiếu kiện các biện pháp của DOC đã vi phạm WTO. Có bốn vấn đề mà Việt Nam khiếu kiện, thứ nhất là, cho rằng Hoa Kỳ đã sử dụng phương pháp Zeroing trong tính toán biên độ phá giá; thứ hai là, việc Hoa Kỳ giới hạn số lượng bị đơn được lựa chọn điều tra trong điều tra ban đầu và rà soát hành chính; thứ ba là, việc dùng phương thức xác định thuế suất áp dụng đối với các bị đơn tự nguyện không được lựa chọn trong điều tra rà soát hành chính lần hai và ba; và thứ tư là, việc phương pháp xác định mức thuế suất toàn quốc dựa trên thông tin sẵn có bất lợi đối với những doanh nghiệp Việt Nam không chứng minh được sự độc lập trong hoạt động sản xuất kinh doanh của họ với Nhà nước. Đặc biệt là về Zeroing, khi tính toán biên độ phá giá chung, Bộ Thương mại Hoa Kỳ chỉ tính các biên độ phá giá có giá trị dương (lớn hơn 0), biên độ phá giá có giá trị âm sẽ được tự động chuyển về thành 0. Việt Nam cho rằng, với phương pháp này, biên độ phá giá chung được tính toán sẽ cao hơn, từ đó mức thuế chống bán phá giá cũng bị đội lên rất nhiều.
Việt Nam cho rằng những phương pháp này của Hoa Kỳ vi phạm quy định chung về đối xử tối huệ quốc, biểu nhân nhượng (Schedules of Concessions), thuế chống bán phá giá, vi phạm Hiệp định về Chống bán phá giá, Hiệp định Marrakesh, và Nghị định thư gia nhập WTO của Việt Nam. Trên bối cảnh nhiều vụ việc về chống bán phá giá có liên quan với Mỹ là DS99, DS183, DS350, DS383, các nước gồm Trung Quốc, Liên minh châu Âu, Ấn Độ, Nhật Bản, Hàn Quốc, México, và Thái Lan đã gửi các biên bản yêu cầu tham gia vụ tranh chấp với tư cách là bên thứ ba. Tham vấn giữa Việt Nam và Hoa Kỳ đã không thành công, dẫn đến sau đó, ngày 7 tháng 4 năm 2010, Việt Nam chính thức đề nghị Cơ quan Giải quyết tranh chấp thành lập Ban Hội thẩm (Panel) giải quyết tranh chấp này theo quy chế từ Thỏa thuận Ghi nhận về các quy tắc và thủ tục điều chỉnh việc giải quyết tranh chấp dân sự. Bảy nước là bên thứ ba đều có ý kiến ủng hộ quan điểm của Việt Nam.

### Hoa Kỳ
Trong tranh chấp này, phía Mỹ phản đối các vấn đề mà Việt Nam đặt ra, phản đối tạm thời việc áp dụng Thỏa thuận DSU, các điều khoản tham chiếu của Ban Hội thẩm. Mỹ cho rằng, biện pháp miêu tả bởi Việt nam về việc "tiếp tục sử dụng các thủ tục khiếu kiện" trong các thủ tục liên tục của vụ chống bán phá giá tôm đã nằm ngoài phạm vi các điều khoản tham chiếu của Ban Hội thẩm vì không được nêu rõ trong yêu cầu tham vấn Ban Hội thẩm của Việt Nam; và đây không phải là đối tượng của cơ chế giải quyết tranh chấp của WTO vì nó có mục đích bao gồm các biện pháp trong tương lai.

## Hội thẩm
Ngày 18 tháng 5 năm 2010, Ban Hội thẩm vụ DS404 được thành lập, với chủ tịch là Mohammad Saeed, hai thành viên là Deborah Milstein và Iain Sandford. Phán quyết của vụ việc này được Ban Hội thẩm ban hành ngày 11 tháng 7 năm 2011, đưa ra nhận định và quyết định đối với các vấn đề mà Việt Nam khiếu kiện.

### Zeroing
Ban Hội thẩm, nhận định về Zeroing.
Với Zeroing, Ban Hội thẩm ủng hộ lập luận của Việt Nam rằng việc sử dụng phương pháp này của Bộ Thương mại Hoa Kỳ trong xác định biên độ phá giá đối với các bị đơn bắt buộc trong rà soát hành chính lần hai (2007–08) và lần ba (2008–09) là trái với phương pháp tính theo bình quân gia quyền quy định ở ADA. Trong quá trình điều tra chống bán phá giá, Bộ Thương mại Hoa Kỳ đã áp dụng cách thức này cho các bị đơn bắt buộc là Minh Phú, Minh Hải, Camimex, và Phương Nam, theo đó chỉ tính các trường hợp bán phá giá, không tính các trường hợp mà bốn bị đơn này xuất khẩu với giá bình thường đúng quy định, Ban Hội thẩm cho rằng cách tính này không đánh giá đúng tổng quan thị trường cũng như điều khoản trong điều ước quốc tế. Ngoài ra, Ban Hội thẩm cũng cho rằng việc sử dụng phương pháp Zeroing trong bất kỳ rà soát hành chính nào của Hoa Kỳ là vi phạm quy định về mức thuế chống bán phá giá vượt qua biên độ bán phá giá.

### Bị đơn được chọn
Về việc Mỹ giới hạn số lượng bị đơn được lựa chọn điều tra, Việt Nam cho rằng DOC đã áp dụng câu thứ hai của Điều 6.10, ADA, cho phép trong vài trường hợp nhất định, các cơ quan điều tra được xác định biên độ phá giá riêng cho chỉ một số nhà xuất khẩu được chọn điều tra, nhằm mục đích tước bỏ quyền lợi chính đáng của các nhà xuất khẩu bị điều tra. Ban Hội thẩm bác bỏ khiếu kiện này, nguyên nhân là do Việt Nam đã không khẳng định việc giới hạn điều tra của Bộ Thương mại Hoa Kỳ trong rà soát là không phù hợp với câu thứ hai của Điều 6.10, và cho rằng không có điều khoản nào do Việt Nam trích dẫn áp đặt bất kỳ giới hạn nào trong việc các cơ quan có thẩm quyền tự hạn chế cuộc điều tra của họ, trừ những điều được quy định trong điều khoản đó. Liên quan đến vấn đề điều tra riêng các bị đơn không được lựa chọn điều tra nhưng tự nguyên cung cấp bản trả lời, trong báo cáo của mình, Ban Hội thẩm đã bác bỏ khiếu kiện của Việt Nam với lý do trên thực tế không có doanh nghiệp nào của Việt Nam không được lựa chọn điều tra nhưng cung cấp bản trả lời tự nguyện.
Lập luận của Việt Nam [về bị đơn bắt buộc] chưa đủ sức thuyết phục. Theo quan điểm của chúng tôi, việc sử dụng giới hạn điều tra (limited examinations) [của Mỹ] được quy định riêng bởi câu thứ hai của Điều 6.10. Việt Nam chưa xác định bất kỳ điều khoản nào khác trong Hiệp định về Chống bán phá giá quy định việc sử dụng giới hạn điều tra. Cụ thể, Việt Nam chưa xác định được nội dung nào trong câu đầu tiên của Điều 6.10 hoặc các Điều 9.3, 11.1 và 11.3, liên quan đến việc sử dụng các giới hạn điều tra.

### Thuế chobị đơn tự nguyện
Việt Nam viện dẫn Điều 9.4, ADA, theo đó thuế suất áp dụng cho các bị đơn tự nguyện không được lựa chọn điều tra sẽ bằng bình quân gia quyền thuế suất xác định cho các bị đơn bắt buộc (trừ các trường hợp bị đơn bắt buộc có mức thuế suất xác định dựa trên các thông tin sẵn có bất lợi hoặc có thuế suất bằng 0% hoặc từ 0–2%). Trên thực tế, điều khoản này của ADA không quy định về cách thức xác định thuế suất cho bị đơn tự nguyện khi tất cả các bị đơn bắt buộc đều có mức thuế suất bằng 0 hoặc không đáng kể (như kết quả của hai lần rà soát hành chính), và Ban Hội thẩm không trả lời khiếu kiện của Việt Nam về vấn đề này. Mặc dù vậy, vì DOC sử dụng phương pháp Zeroing (đã bị tuyên là vi phạm) trong vụ điều tra gốc để tính toán thuế suất cho bị đơn tự nguyện nên việc Mỹ sử dụng mức thuế suất này cho các bị đơn tự nguyện trong hai lần POR được Ban Hội thẩm xác định là vi phạm ADA.

### Thuế suất toàn quốc
Theo Việt Nam, Điều 9.4, ADA quy định rằng cơ quan điều tra phải tiến hành điều tra xác định thuế suất riêng cho từng bị đơn trong vụ việc chống bán phá giá; trong trường hợp không thể điều tra hết được thì cơ quan này có thể chỉ điều tra một số lượng bị đơn nhất định, số bị đơn còn lại sẽ được hưởng thuế suất bằng bình quân gia quyền của các bị đơn được điều tra; và do đó, chỉ có hai loại thuế suất là thuế suất riêng cho bị đơn bắt buộc (individual rates), và thuế suất cho các bị đơn còn lại ("all other" rate) trong vụ điều tra chống bán phá giá. Trong vụ tranh chấp, ngoài hai loại thuế suất trên, Mỹ còn áp dụng thêm loại thuế suất toàn quốc (country-wide rate) cho các trường hợp bị đơn không được lựa chọn điều tra và không thỏa mãn điều kiện "hoạt động độc lập, không chịu sự kiểm soát của Nhà nước" để được hưởng mức all others rate. Ban Hội thẩm ủng hộ lập luận của Việt Nam rằng quy định này của Hoa Kỳ là vi phạm ADA vì thuế all others được áp dụng không kèm theo điều kiện gì, việc Mỹ đặt thêm điều kiện "doanh nghiệp phải chứng minh được mình độc lập khỏi sự kiểm soát của Nhà nước" là vi phạm ADA.

### Khuyến nghị chung
Từ các phán quyết về bốn vấn đề được Việt Nam khiếu kiện, Ban Hội thẩm DS404 tuyên chấp nhận lập luận của Việt Nam về Zeroing và thuế suất toàn quốc, bác bỏ vấn đề về bị đơn được chọn, không trả lời vấn đề về thuế suất cho bị đơn tự nguyện, kết luận cuối cùng là Hoa Kỳ có các hành vi vi phạm các điều khoản của Hiệp định về Chống bán phá giá, Hiệp ước chung về Thuế quan và Mậu dịch, và điều này đã gây tổn hại tới quyền lợi của Việt Nam theo các hiệp định này. Theo đó, Ban Hội thẩm khuyến nghị Hoa Kỳ điều chỉnh các biện pháp liên quan cho phù hợp các hiệp định nêu trên.

## Hậu tranh chấp
Sau khi Ban Hội thẩm ban hành phán quyết, Hoa Kỳ không kháng cáo, các nội dung của khuyến nghị chung được tiến hành, kết thúc 18 tháng tranh chấp về pháp lý của vụ việc Hoa Kỳ – Tôm Việt Nam. Ngày 27 tháng 9 năm 2011, tại cuộc họp của Cơ quan Giải quyết tranh chấp, Hoa Kỳ ra thông báo về kế hoạch thực thi khuyến nghị, phán quyết của DSB để tuân thủ các nghĩa vụ của mình trong Tổ chức Thương mại Thế giới, nhưng không thực thi trực tiếp mà cần một khoảng thời gian hợp lý để thực hiện thay đổi. Ngày 31 tháng 10 năm 2011, Việt Nam và Hoa Kỳ đã thông báo lên DSB về việc hai bên nhất trí khoảng thời gian hợp lý để Hoa Kỳ thực hiện các khuyến nghị và phán quyết là 10 tháng, theo đó, khoảng thời gian này sẽ hết hiệu lực vào 2 tháng 7 năm 2012. Trên thực tế, Bộ Thương mại Hoa Kỳ tiếp tục thực hiện việc điều tra, rà soát hành chính về chống bán phá giá, áp thuế đối với các doanh nghiệp Việt Nam về mặt hàng tôm nước ấm đông lạnh trong những năm tiếp theo, dẫn đến Việt Nam tiếp tục yêu cầu tham vấn và phát sinh vụ việc Hoa Kỳ – Tôm Việt Nam II từ 2012. Tròn bốn năm giai đoạn từ tháng 7 năm 2012 đến tháng 7 năm 2016, Hoa Kỳ đã nộp 48 báo cáo về tiến trình thực hiện khuyến nghị chung lên DSB, sau đó, ngày 18 tháng 7 năm 2016, Thứ trưởng Bộ Công Thương Việt Nam Trần Quốc Khánh và Trợ lý Cơ quan Đại diện Thương mại Hoa Kỳ Barbara Weisel đã ký kết thỏa thuận về việc hai bên đã tìm được giải pháp thống nhất về việc thực thi khuyến nghị chung trong cả hai vụ Hoa Kỳ – Tôm Việt Nam.
Sau vụ việc, phía Việt Nam có những đánh giá về quá trình, kết quả và sự tác động của tranh chấp này đối với chính Việt Nam. Hoa Kỳ – Tôm Việt Nam là vụ kiện đầu tiên mà Việt Nam khởi xướng với tư cách người đi kiện – nguyên đơn trong khuôn khổ Tổ chức Thương mại Thế giới. Hầu hết các đánh giá của các chuyên gia kinh tế, thương mại, luật gia Việt Nam đều cho rằng vụ kiện được xem là thành công khi lựa chọn vấn đề để khiếu kiện là biện pháp, phương pháp, thông lệ mà Hoa Kỳ áp dụng cho tất cả các cuộc điều tra trong quá khứ hoặc xu hướng trong tương lai, có liên quan tới nhiều nước và nhiều vụ kiện có kết quả, và kết quả vụ kiện đã giúp các doanh nghiệp xuất khẩu tôm của Việt Nam giảm thiểu thiệt hại với chính sách chống bán phá giá của Hoa Kỳ. Việc Ban Hội thẩm chấp nhận khiếu kiện về Zeroing, tuyên phương pháp này của Hoa Kỳ vi phạm điều ước quốc tế là phù hợp với các tiền lệ trong nhiều vụ tranh chấp trước đây trong khuôn khổ WTO về vấn đề này. Các bên đánh giá rằng, sau nhiều phán quyết cáo buộc vi phạm, Hoa Kỳ đã phải dỡ bỏ phương pháp Zeroing trong điều tra ban đầu cho tất cả các vụ việc, tuy nhiên, Hoa Kỳ chưa chấp nhận dỡ bỏ hoàn toàn phương pháp này trong điều tra rà soát hành chính (chỉ dỡ bỏ đối với các vụ việc cụ thể đã bị kiện ra WTO và bị tuyên vi phạm).